# Соловьёва, Наталия Петровна
Ната́лия Петро́вна Соловьёва (фамилия на момент награждения — Киричек, по другим данным — Кирячок; 17 апреля 1927, Анновка, Сталинский округ — 9 февраля 2017, Гришино, Донецкая область) — советский работник сельского хозяйства, Герой Социалистического Труда (1950).

## Биография
Родилась 17 апреля 1927 года в селе Анновка (Марьинского района). Во время Великой Отечественной войны, после освобождения села, работала звеньевой в полевой бригаде колхоза «Первое Мая», при этом принимала активное участие в восстановлении пострадавших от войны шахт.
Вместе с ещё десятью девушками из огородной бригады звено добилось урожайности подсолнечника 25,5 центнера с гектара, кукурузы — 78 центнеров. В 1949 году была избрана комсоргом колхоза, в 1950 году ей было присвоено звание Героя Социалистического Труда «за исключительные заслуги перед государством, выразившиеся в получении в 1949 году урожая подсолнечника».
В 1953 году закончила Донецкий техникум по подготовке председателей, агрономов колхоза и вышла замуж за Андрея Трофимовича Соловьева из села Гришино Красноармейского района Донецкой области, В 1955 году переехала жить к мужу в село. В Гришино работала в колхозе «Донбасс», сначала агрономом полевой бригады № 2, а затем, до ухода на пенсию — бригадиром овощной бригады.
Умерла 9 февраля 2017 года в селе Гришино Покровского района Донецкой области.

## Награды
- В 1950 году Н. П. Киричек было присвоено звание Героя Социалистического Труда с вручением ордена Ленина.
- В 2003 году присвоено звание «Почётный гражданин Красноармейского района Донецкой области»[1].